# Juanma Rodríguez (actor)
Juanma Rodríguez (Ermua, Vizcaya; 3 de abril de 1973) es un dramaturgo y actor español de cine, teatro y televisión. 

## Reseña biográfica
Juanma Rodríguez (Ermua, 1973) es un actor y dramaturgo. Alumno de la Escuela de Teatro de Getxo. Tras ser becado por la Diputación Foral de Vizcaya, en el año 2000 comienza sus estudios en la École Philippe Gaulierde Londres, donde conoce a Elena Oliveri y crean “The Caca Show”. Trabaja a las órdenes de Hernán Gené en “Desmontando a Shakespeare”; con Laurence Boswel en “Fuenteovejuna”, de Lope de Vega; con Miguel Cubero en “La española inglesa”, de Miguel de Cervantes; con Roberto Cerdá en “Estampas del teatro en los cuarenta”, de Blanca Baltés, en el CDN; con Cal McCrystal protagoniza “Mr. Whatnot”, de Alan Ayckbourn, en el Royal & Derngate de Northampton (Reino Unido); y con Elena Olivieri en “Wenses y Lala”, de Adrián Vázquez.
De vuelta en el País Vasco, junto a Markos Gimeno Vesga, funda la compañía Markus y Juanmanolo, escribiendo, dirigiendo y representando los espectáculos “Hipo y Condrias” y “Macho-Maris”

## Filmografía
Entre algunos de sus trabajos están:

### Cine
- 2023 Las buenas compañías Dir. Silvia Munt
- 2013 A escondidas Dir. Mikel Rueda
- 2009 Miggish dir. Jamal Ben Aujoud
- 2004 Obaba Dir. Montxo Armendáriz[17]
- 2004 El séptimo día Dir. Carlos Saura[18][19]
- 2004 Muertos comunes Dir. Norberto Ramos[20]
- 2002 Noviembre Dir. Achero Mañas[21]
- 1999 Yoyes Dir. Helena Taberna [22]
- 1999 Leo Dir. José Luis Borau[23]
- 1996 A ciegas Dir. Daniel Calparsoro [24][25]
- 1995 Menos que cero Dir. Ernesto Tellería [26]
- 1993 Playa. Cortometraje Dir. Jesús Pueyo

### Televisión
- 2019 La línea invisible dir. Mariano Barroso[27][28]
- 2010 El asesinato de Carrero Blanco  Dir. Miguel Bardem
- 2010 Museo Coconut  Dir. Ernesto Sevilla[29]
- 2008 Esto no es serio, ¿o sí?  Euskal Telebista Dir. Aitor Osa / Gonzalo Baz
- 2007 MIR Dir. Juan Calvo
- 2006 Hospital central Dir. Jacobo Rispa [30]
- 2000 Robles investigador Dir: Nacho Gutiérrez Solana
- 1999 El comisario Dir: Jesús Font
- 1998 Compañeros Dir: M. Díaz San Martín [31]
- 1998 A las once en casa Dir: Eva Lesmes
- 1997 Más que amigos Dir: M. Díaz San Martín
- 1997 Menudo es mi padre Dir: M. Díaz San Martín [32]

## Teatro
Entre algunos de sus trabajos están:
- 2019 Pasión, de Agustín García Calvo Dir. Ester Bellver[33]
- 2017 Wenses y Lala, de Adrián Vázquez. Dir. Elena Olivieri[34][35][36]
- 2014 Estampa del teatro en los 40, de Blanca Baltés Dir. Roberto Cerdá[37][38]
- 2013 Mr. Whatnot, de Alan Ayckbourn Dir. Cal McCrystal[39][40][41][42][43]
- 2013 La española inglesa, de Miguel de Cervantes. Dir. Miguel Cubero[44]
- 2012 Macho-maris Creación conjunta de Markos Gimeno y Juanma Rodríguez[45]
- 2011 Hipo y Condrias Creación conjunta de Markos Gimeno y Juanma Rodríguez[46]
- 2009 Fuenteovejuna, de Lope de Vega Dir. Laurence Boswel Cía. Rakatá[47]
- 2006 Desmontando a Shakespeare Dir. Hernán Gené[48]
- 2003 La manzana de oro, de Ester Bellver y Juanma Rodríguez Dir. Roberta González[49]
- 2001 The true story of Juanma Noel Gonsalez Dir: Elena Olivieri
- 1998 Otelo, versión libre de Carlos Alcalde
- 1995 Solo, de Aintza Uriarte Cia. Simulacro Teatro
- 1995 Jaula: directo al corazón Dir. Jesús Pueyo
- 1995 Edmond, de David Mamet Dir: José Miguel Elvira
- 1994 Well con Dios, Creación Colectiva de la Funeraria S.A.
- 1993 Exposición Dir: Jesús Pueyo
- 1993 Lysistrata Dir: Ricardo Combi
- 1990 Juicios sin perjuicios Dir: Ricardo Combi